# 長暦 (暦)
長暦（ちょうれき）とは、「暦」の一種であるが、現行の暦法の確認や近未来の予定などのための一般的な暦とは異なり、過去に向かって、また相当な長期にわたる暦日を復元・集成した、暦である。特に、日本などで過去に採用されていた太陰太陽暦はその構成上、不規則性（非周期性）が高く、また完全に天文現象からばかりではなく、施行者の政治的理由による恣意的な選択が入ることもあり、過去の暦日について不明になる場合があった（日本の場合の主要なものについては「改暦」の記事の後半を参照のこと）。そのためこの暦には、過去の暦日について決定するのに必要な情報を全て記してあり、歴史書の調査などの際に使われる。
中国では劉義叟が作成した長暦を元にして、司馬光が『資治通鑑』を執筆したと言われている。日本では長い間宣明暦が使われていたため、長暦が作成されることはなかったが、貞享暦への改暦に尽した渋川春海が、貞享暦の編纂に先立って延宝5年（1677年）『日本長暦』を作成した。続いて貞享4年（1687年）に会津の和算家・安藤有益が『本朝統暦』、正徳4年（1714年）に中根元圭が『皇和通暦』を刊行した。『皇和通暦』は『日本長暦』が出した暦日に対して実際の史書・記録・暦類を元に訂正を加えたものであり、『日本長暦』の校訂書として重んじられた。明治政府成立後、太陽暦導入を期に『日本長暦』・『皇和通暦』の改訂が企てられ、明治13年（1880年）に内務省地理局より『三正綜覧』が刊行された。だが、暦学や歴史学の専門家から問題点が指摘され、昭和7年（1932年）に神田茂によって『年代対照便覧』が刊行された。また、自身は長暦を編纂しなかったが、小川清彦によって長暦の暦日の検証・研究が行われた。その後、昭和50年（1975年）に内田正男が電子計算機を用いて『日本長暦』以来の長暦の暦日に対する全面的な検証を行い、その結果に基づく訂正を加えた『日本暦日原典』を刊行した。